# László Péri

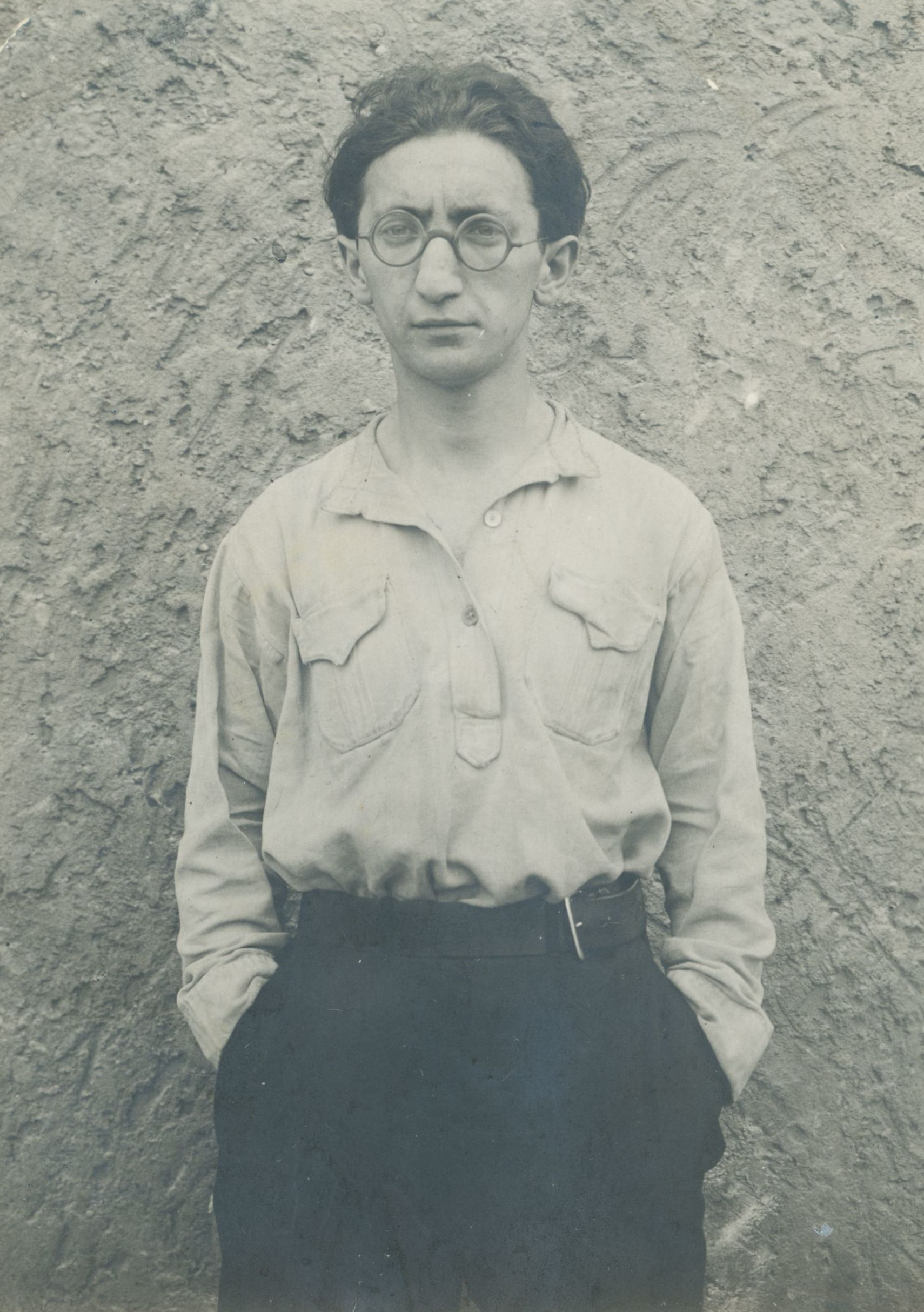
Retrato de Laszlo Peri. 1951.

László Péri (Budapest, 13 de junio de 1899 – Londres, 19 de enero de 1967) fue un artista húngaro relacionado con la vanguardia de su país.

## Biografía
Nacido en Budapest el 13 de junio de 1899 como Ladislas Weisz, su familia se vio obligada a cambiar su apellido por el de “Péri”, como consecuencia del antisemitismo, pues eran judíos.
Durante su juventud, trabajó como aprendiz de albañil en su ciudad natal. Además, entró en contacto con MA y los MA-ists y participó en el taller de teatro del grupo que dirigía János Mácza. En esa misma ciudad inició estudios de arquitectura.
En 1919 abandonó sus estudios y emigró a París, y, expulsado de la capital francesa como consecuencia de su actividad política, se trasladó en un primer momento a Viena, donde residió durante poco tiempo, y seguidamente a Berlín, ciudad en la que se presentó en sociedad como László Péri y donde conoció y entabló amistad con László Moholy-Nagy y Alfréd Kemény. En los años veinte era miembro activo de Der Sturm, exponiendo en la galería y publicando sus obras en la revista de este colectivo, mostrando una escultura constructivista. Paralelamente, publicó un álbum de linograbados en 1922. Desde 1924 a 1928 trabajó en un estudio de arquitectura, con el fin de obtener el título de arquitecto. Asimismo, representó un papel activo en grupos artísticos comunistas.
A partir de 1928 dejó de lado la abstracción y se orientó hacia la escultura realista. En 1933 se instaló en Hamsptead, Londres, donde adoptó el nombre de Peter Péri y donde obtuvo la nacionalidad inglesa. En Inglaterra creó numerosos relieves figurativos para edificios públicos.